# Bartolomé Mitre
Bartolomé Mitre Martínez (ur. 26 czerwca 1821 w Buenos Aires, zm. 19 stycznia 1906 tamże) – argentyński polityk, wojskowy i pisarz. Prezydent Argentyny w latach 1862–1868.
Jego rodzina miała greckie korzenie. Był liberałem, przeciwnikiem dyktatora Juana Manuela de Rosasa, który formalnie był gubernatorem prowincji Buenos Aires. Wyemigrował do Urugwaju, gdzie był dziennikarzem i żołnierzem – w 1846 Fructuoso Rivera nadał mu stopień oficerski urugwajskiej armii. Mieszkał również w Boliwii, Chile i Peru.
Do Argentyny powrócił w 1852, po klęsce Rosasa w bitwie pod Caseros. W następnym roku przyjęto konstytucję, w myśl której Argentyna stawała się federacją. Spowodowało to sprzeciw Buenos Aires, na czele buntu stanął Mitre. Do zjednoczenia kraju doszło na początku lat 60., zadecydowały o tym dwie bitwy między siłami federalnymi dowodzonymi przez de Urquizę a wojskami prowincji Buenos Aires: pod Cepedą (1859) i Pavón (1861). Prowincja Buenos Aires została włączona do republiki (i wkrótce, jako najbogatsze terytorium kraju, ją zdominowała), w październiku 1862 Mitre został wybrany prezydentem.
W czasie wojny paragwajskiej był początkowo głównodowodzącym sił trójprzymierza (Argentyna, Brazylia, Urugwaj), mimo iż główny ciężar prowadzenia walk spoczywał na wojskach brazylijskich. Wojna zakończyła się w 1870, dwa lata po tym jak Mitre na stanowisku zastąpił Domingo Faustino Sarmiento, a Argentyna zyskała część spornego terytorium.
W późniejszych latach zajmował się głównie pisaniem. Był autorem prac historycznych (opublikował prace o Manuelu Belgrano – 1887 i José de San Martínie – 1890), poetą oraz tłumaczem. Przetłumaczył między innymi Boską komedią Dantego. 4 stycznia 1870 założył La Nación, istniejący do dziś dziennik. W 1890, w obliczu kryzysu spowodowanego rządami Miguela Ángela Juáreza Celmana, znalazł się wśród założycieli partii Unión Cívica. W następnym roku ugrupowanie się podzieliło na Unión Cívica Nacional z Mitre jako liderem i na istniejącą do dziś Unión Cívica Radical.